# Cycas condaoensis
Cycas condaoensis K.D.Hill & S.L.Yang, 2004 è una pianta appartenente alla famiglia delle Cycadaceae, endemica del Vietnam.

## Descrizione
È una cicade con fusto eretto, alto 0,2-2,5 m e con diametro di 14–17 cm.
Le foglie, pennate, lunghe 70–175 cm, sono disposte a corona all'apice del fusto e sono rette da un picciolo lungo 20–50 cm, spinescente; ogni foglia è composta da 65-130 paia di foglioline lanceolate, con margine intero, lunghe mediamente 13–24 cm, inserite sul rachide con un angolo di 180°.
È una specie dioica con esemplari maschili che presentano microsporofilli disposti a formare coni terminali di forma grossolanamente ovoidale, lunghi 26–31 cm e larghi 9–12 cm, di colore dal verde al bruno, ed esemplari femminili con macrosporofilli) lunghi 9–19 cm, disposti nella parte sommitale del fusto, con l'aspetto di foglie pennate, con margine spinoso, che racchiudono gli ovuli, in numero di 2-4.
I semi sono grossolanamente ovoidali, lunghi 39–43 mm, ricoperti da un tegumento di colore dal giallo all'arancio.

## Distribuzione e habitat
L'areale della specie è ristretto alle isole Côn Đảo, nel Vietnam meridionale.
Predilige i terreni sabbiosi.

## Conservazione
La IUCN Red List classifica C. condaoensis come specie vulnerabile.

La specie è inserita nella Appendice II della Convention on International Trade of Endangered Species (CITES)